# Koszua
Koszua (fr., niem. i ang. Cauchois) – rasa gołębia należąca do grupy uformowanych (I), podobnie jak inne rasy pochodząca od udomowionego gołębia skalnego. Wywodzi się z Caux we Francji, gdzie została wyhodowana w XVII wieku.
Koszua jest gołębiem użytkowym, wytworzonym w celach konsumpcyjnych, jednak francuscy i niemieccy hodowcy uczynili go rasą wystawową. Jest jedną z wyżej cenionych ras europejskich, a szczególną popularnością cieszy się we Francji, gdzie należy do najczęściej hodowanych gołębi rasowych. Od niedawna także w Polsce.

## Pochodzenie
Koszua jest rasą francuską, wywodzącą się z Caux w Normandii; pierwsza wzmianka o gołębiu pochodzi z XVII wieku. Dzisiejsza budowa gołębia pochodzi od wzorca z lat 1870–1871, kiedy to rasa ta była powszechnie hodowana we Francji. Następnie zainteresowanie koszuą zmalało, a gołębie nazywane maille de Caux lub mondain de Caux pojawiły się ponownie na wystawie w 1892 roku. Na żądanie hodowców w styczniu 1905 roku na wystawie w Lille sklasyfikowano je wreszcie jako cauchois.

## Rasa
Koszua jest efektem skrzyżowania francuskiego garłacza, po którym ptaki odziedziczyły biały półksiężyc na piersi, z mondenem, karno i kolorowymi gołębiami polnymi. Istnieje wiele odmian rasy. J.C. Periquet wyróżnia ich trzy grupy: o jednobarwnym upierzeniu, z cętkowanymi płaszczami (części skrzydła między piórami łopatki a lotkami) oraz o jednobarwnym płaszczu z prążkowaniem. W zależności od kraju pochodzenia europejscy hodowcy gołębi koszua koncentrują się na uzyskaniu i wzmocnieniu pożądanych przez siebie cech u przedstawicieli tej rasy – niemieccy i szwajcarscy preferują osobniki o określonej sylwetce i masie, podczas gdy francuscy zwracają uwagę na upierzenie ptaków.

## Budowa

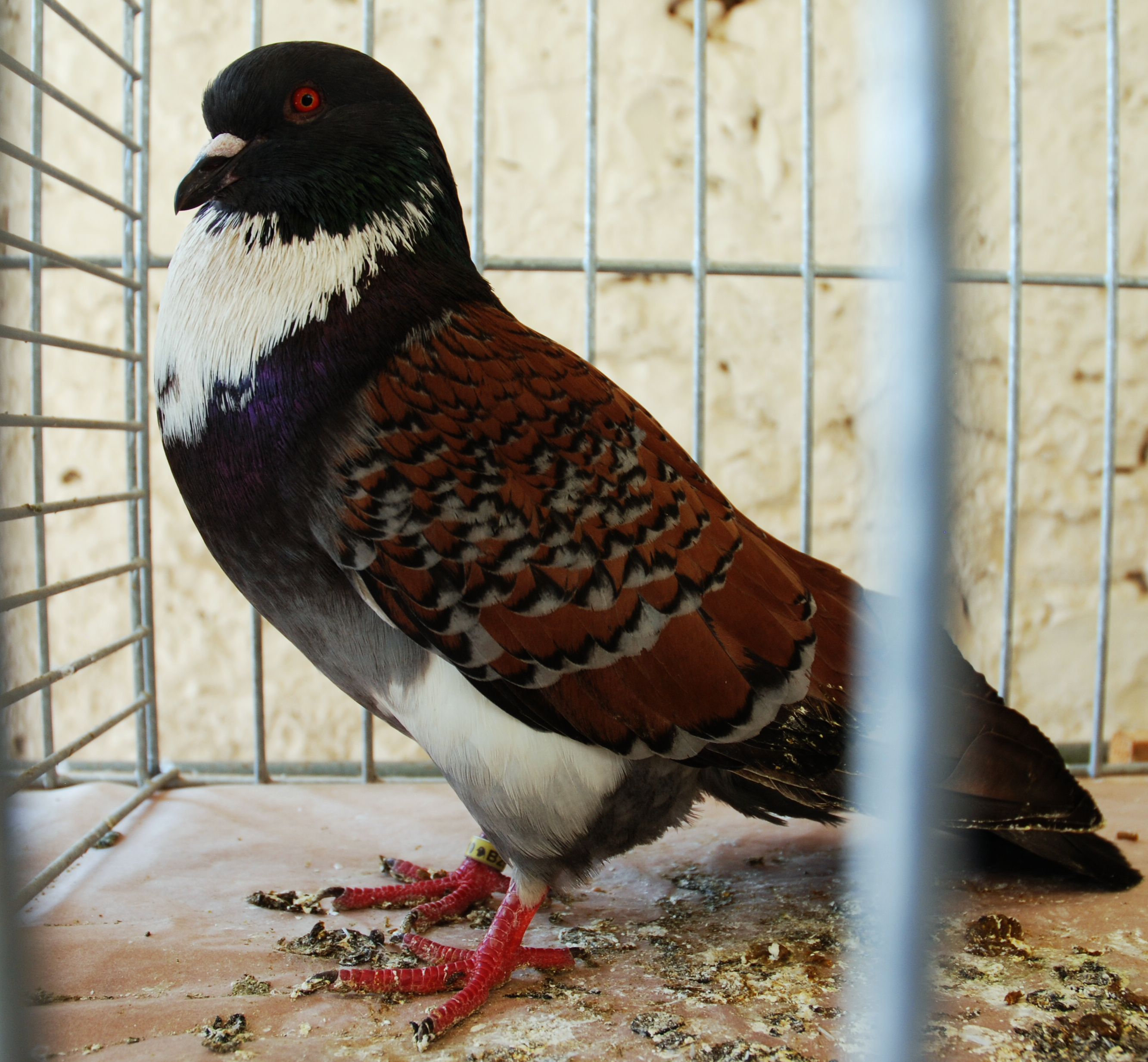
Koszua (najpopularniejsza, „bazowa” odmiana z czerwonym upierzeniem)

Koszua jest postawnym, silnym i żywym gołębiem o słabo wykształconej umiejętności latania. Ma długie skrzydła i ogon. Gardło jest małe i słabo rozwinięte.
Głowa jest krągła i łukowata, dość mała w stosunku do całego ciała; czoło wypukłe. Dziób średniej wielkości (3,5 cm), niemal prosty, gruby u podstawy. Oczy gołębia są najczęściej jasnoczerwone lub pomarańczowe. Szyja jest krótka, mocna szersza przy podstawie i sukcesywnie zmniejszająca się aż do głowy. Pierś jest szeroka, o okrągłym kształcie, dobrze wypełniona i wystająca. Skrzydła ma długie i dość miękkie, nogi mocne, średniej długości. Upierzenie zależne jest od typu; pióra są miękkie i długie.
Kąt przy staniu wynosi 45 stopni. Gołębie mają długość 42–48 cm, a rozpiętość skrzydeł 80–90 cm.
Typowa waga ciała wynosi 700–800 g u samców i 650–700 g u samic.

## Hodowla

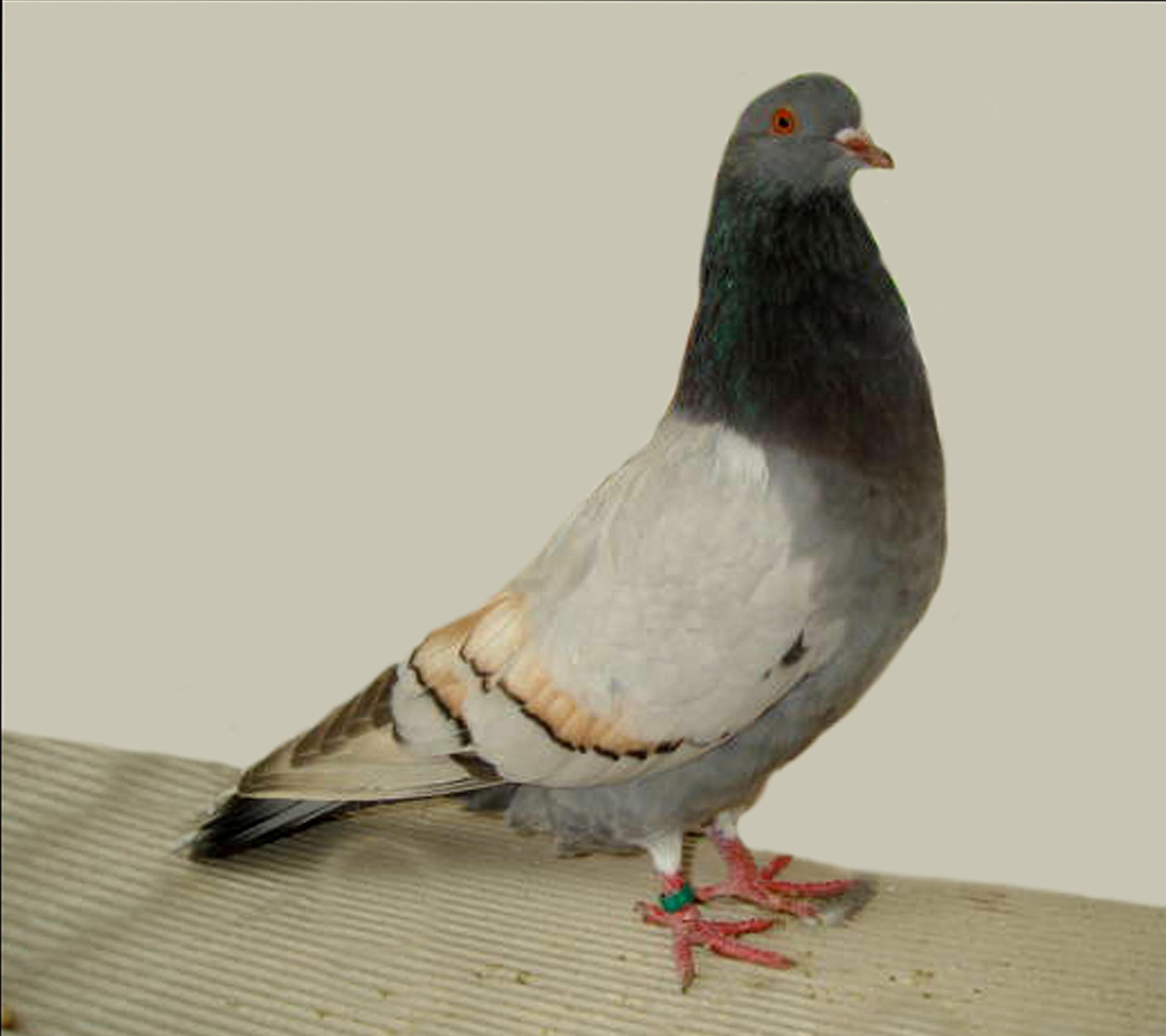
Koszua z żółto-srebrną tarczą

Koszua jest żywym, silnym gołębiem, a jednocześnie przyjacielskim i ufnym. Przy sprzyjających warunkach przystępuje do lęgów nawet 5 do 6 razy rocznie.
Podczas hodowli należy unikać zbyt małego rozmiaru ciała, złego ułożenia skrzydeł, zbyt wysokiej postawy, słabego, długiego tułowia, obwisłych skrzydeł oraz płaskości głowy.

### Oznaczenia
Numer obrączki: 10. Numer w Federacji Europejskiej: EE 8.